# Александр Куштски
Преподобни Александар Куштски (око 1371, Вологда — 9. јун 1439) је светитељ Руске православне цркве, јеромонах, оснивач и игуман Александро-Куштске Успенске испоснице на ушћу реке Куште, 40 км од Вологде.
Православна црква га прославља 9.( 22.) јуна по јулијанском календару.

## Биографија
Алексеј је у младости дошао у Спасо-камени манастир код ктиторског игумана Дионисија Светогорца, родом из Цариграда. Игуман га је примио за искушеника и под својим руководством поставио искусног старца. По житију, игуман, видевши у Алексеју будућег подвижника, скратио је време монашког искушења и неколико месеци касније постригао новог искушеника у монаштво са именом Александар.
Александар је много година живео на Каменом острву и удостојио се да преузме свештенство.
Да би се на миру молиио отишао је на северну обалу језера, на реци Сјанжеми, међу шумама и мочварама, пронашао је осамљено место и саградио малу келију. Након што су људи почели да му долазе, напустио је ово место и отишао на обале језера Кубенское.
На ушћу реке Куште Александар је срео монаха Јевтимија, који је живео повучено. Оставши код њега неко време, затражио је да му да келију у замену за другу на реци Сјанжеми. Блажени Јевтимије је прихватио молбу уз указивање на Промисао Божији. Одлазећи на ново место, оставио је свој крст на благослов Александру.
После неког времена Александар је одлучио да сагради храм и оснује манастир. Да би то урадио, изградио је нову келију ближе језеру, искрчио шуму за будући манастир.
Једног дана дошао му је старац и замолио га да остане. Пет година касније дошао је други брат.
Након тога, Александар је отишао у Ростов код архиепископа Дионисија – бившег игумена са Каменог острва – по благослов за градњу. Добио је благослов и неопходна средства за подизање манастира. Подигао је храм у част Успења преесвете Богородице.
Принц Димитриј Васиљевич, који је поседовао Заозерје, из друге династије јарославских кнезова, помогао је изградњу манастира. Његова супруга, кнегиња Марија, украсила је цркву иконама и поклонила Апракосово јеванђеље.
Пред погибију, опраштајући се од Саватија и Симеона, наредио је да се на назначеном месту подигне храм светом Николају. Умро је 68 година стар 9. јуна 1439. године. Сахрањен је на јужној страни олтара храма.
У древном рукописном житију светог Александра забележено је 20 чуда која су се догодила на његовом гробу, од којих се последње догодило 1573. године.